# Братья Дарденн
Братья Дарде́нн — дуэт бельгийских кинорежиссёров, являющихся сценаристами, продюсерами и режиссёрами своих фильмов.
Старший из братьев — Жан-Пьер Дарденн (фр. Jean-Pierre Dardenne; р. 21 апреля 1951, Льеж, Бельгия). Младший — Люк Дарденн (фр. Luc Dardenne; р. 10 марта 1954 там же).

## Биография
Братья Дарденн занимаются кинематографом с конца 1970-х, но приобрели международную известность лишь в 1999 году, когда их фильм «Розетта» попал в основной конкурс Каннского кинофестиваля и был удостоен там главного приза — премии «Золотая пальмовая ветвь». В 2005 году братья с фильмом «Дитя» второй раз получили «Золотую пальмовую ветвь». Их социальная драма «Мальчик с велосипедом» была отмечена Гран-при Каннского кинофестиваля 2011 года. А за фильм «Молодой Ахмед» братья были названы лучшими режиссёрами на 72-м Каннском кинофестивале в 2019 году.

## Фильмография

### Документальные фильмы
1. 1978 — / Le Chant du rossignol
2. 1979 — / Lorsque le bateau de Léon M. descendit la Meuse pour la première fois
3. 1980 — / Pour que la guerre s’achève, les murs devaient s'écrouter
4. 1981 — / R… ne répond plus
5. 1982 — / Leçons d’une université volante
6. 1983 — / Regard Jonathan/Jean Louvet, son oeuvre
7. 1987 — / Il court… il court le monde
8. 1997 — / Gigi, Monica… et Bianca

### Игровые фильмы
1. 1987 — Фальшь / Falsch
2. 1992 — Я думаю о вас / Je pense à vous
3. 1996 — Обещание / La promesse
4. 1999 — Розетта / Rosetta
5. 2002 — Сын / Le fils
6. 2005 — Дитя / L’Enfant
7. 2007 — У каждого своё кино / Chacun son cinéma — эпизод «Во мраке»
8. 2008 — Молчание Лорны / Le Silence de Lorna
9. 2011 — Мальчик с велосипедом / Le Gamin au vélo
10. 2014 — Два дня, одна ночь / Deux jours, une nuit
11. 2016 — Неизвестная / La fille inconnue
12. 2019 — Молодой Ахмед / Young Ahmed
13. 2022 — Тори и Локита / Tori et Lokita